# 薛理
薛理（？年—？年），山東歷城縣（今济南市历城区）人。明朝政治人物，永樂甲辰進士。

## 生平
永樂二十二年（1424年）甲辰科進士。授行在戶科給事中。宣德初年，直言彈劾宦官。出為湖廣衡州府知府，有惠政。在任數年，以疾乞歸。